# Нада Алавања
Нада Алавања (Београд, 1952) је српска сликарка.

## Биографија
Нада Алавања је дипломирала на Филозофском факултету, група за историју уметности у Београду.
Још током студија укључује се у већ формирану живу уметничку сцену око Студентског културног центра чији су најистакнутији представници били Марина Абрамовић, Раша Теодосијевић и Ненад Париповић. Алавања је основала уметничку групу Алтер имаго заједно са Тахиром Лушићем, Владимиром Николићем и Милетом Продановићем.
Током 1978 године стартује са радом на фотографији и цртежима, да би 1981 почела радити своје прве слике. Алавања је добила награду за сликарство на Бијеналу младих (Ријека 1983) и Ликовне јесени (Сомбор 1983). Тај изузетно плодан уметнички период обележила је многобројним самосталним и колективним изложбама: од Љубљане и Загреба, па све до Тулуза, Париза и Њујорка.
Од 1992. Нада Алавања живи у Дизелдорфу. Током деведесетих је сарадњом са више галерија у Немачкој наставила да се бави сликарством, а врло често је и гост као излагач у многобројним београдским изложбеним просторима.